# Gilze-Rijen
Gilze-Rijen (ned: Station Gilze-Rijen) – stacja kolejowa w Gilze en Rijen, w prowincji Brabancja Północna, w Holandii. Stacja znajduje się na linii Breda – Eindhoven.

## Linie kolejowe
- Linia Breda – Eindhoven

## Połączenia
- 6600 Sprinter Dordrecht – Breda – Gilze-Rijen – Tilburg – 's-Hertogenbosch